# Georg Simon Ohm
Georg Simon Ohm (16 tháng 3 năm 1789 – 6 tháng 7 năm 1854) là một nhà vật lý người Đức. Khi là một giáo viên trung học, Ohm bắt đầu nghiên cứu phát minh mới của Alessandro Volta, pin Volta. Ông là người đã phát biểu định luật Ohm (đọc là Ôm).
Sự phụ thuộc của cường độ dòng điện qua một dây dẫn vào hiệu điện thế giữa hai đầu dây dẫn thời đó đã được ông tìm ra khi ông chỉ là một giáo viên dạy Vật lý ở tỉnh lẻ. Thời đó chỉ bằng các dụng cụ đo rất thô sơ, chưa có ampe kế, vôn kế... như bây giờ, nhưng với lòng say mê nghiên cứu khoa học và được sự giúp đỡ nhiệt tình của bạn bè, ông đã kiên trì tiến hành hàng loạt thí nghiệm và đã thành công. Kết quả nghiên cứu của ông gọi là định luật Ohm, công bố năm 1827. Cho tới cuối thế kỉ XIX, định luật này mới được các nhà vật lý học trên toàn thế giới công nhận và được ứng dụng rộng rãi.
Ông qua đời tại Munich vào năm 1854 và được chôn cất ở Südlicher Friedhof.

## Tiểu sử

### Thời trẻ
Georg Simon Ohm được sinh ra trong một gia đình theo đạo Tin Lành ở Erlangen, Brandenburg-Bayreuth (sau đó là một phần của Đế quốc La Mã), con trai của Johann Wolfgang Ohm, một thợ khóa và Maria Elizabeth Beck, con gái của một thợ may ở Erlangen. Mặc dù cha mẹ của ông đã không được giáo dục chính thức, cha của Ohm là một người đàn ông được kính trọng đã tự giáo dục bản thân đến mức cao, và đã có thể dạy cho con trai mình một cách tuyệt vời thông qua các giáo lý của riêng ông. Trong số bảy đứa con của gia đình chỉ có ba người sống sót đến tuổi trưởng thành: Georg Simon, em trai Martin, người sau này trở thành một nhà toán học nổi tiếng, và em gái Elizabeth Barbara. Mẹ ông mất khi ông mười tuổi.
Từ khi còn nhỏ, Georg và Martin đã được cha dạy đến một tiêu chuẩn cao về toán học, vật lý, hóa học và triết học. Georg Simon đã theo học Erlangen Gymnasium từ mười một đến mười lăm tuổi, nơi ông nhận được rất ít trong lĩnh vực đào tạo khoa học, trái ngược hẳn với sự hướng dẫn đầy cảm hứng mà cả Georg và Martin nhận được từ cha của họ. Đặc điểm này khiến cho gia đình Ohm giống với gia đình Bernoulli, như Karl Christian von Langsdorf, một giáo sư tại Đại học Erlangen chỉ ra.

### Cuộc sống ở trường đại học
Cha của Georg Ohm, lo ngại rằng con trai của ông đã lãng phí cơ hội giáo dục của mình, gửi Ohm đến Thụy Sĩ. Vào tháng 9 năm 1806, Ohm nhận vị trí giáo viên toán học tại một trường học ở Gottstadt bei Nidau.
Karl Christian von Langsdorf rời Đại học Erlangen vào đầu năm 1809 để nhận một vị trí tại Đại học Heidelberg. Ohm muốn khởi động lại các nghiên cứu toán học của mình với Langsdorf ở Heidelberg. Tuy nhiên ,Langdorf khuyên Ohm theo đuổi các nghiên cứu toán một cách độc lập, và gợi ý Ohm đọc các tác phẩm của Euler, Laplace và Lacroix. Ohm miễn cưỡng nhận lời khuyên của anh, nhưng ông bỏ vị trí giảng dạy của mình tại Tu viện Gottstatt vào tháng 3 năm 1809 để trở thành một gia sư riêng ở Neuchatel. Trong hai năm, ông đã tiếp tục công việc gia sư, đồng thời theo lời khuyên của Langsdorf và tiếp tục nghiên cứu riêng của ông về toán học. Sau đó, vào tháng 4 năm 1811 ông trở lại Đại học Erlangen.

### Dạy nghề
Nghiên cứu của Ohm chuẩn bị cho bằng Tiến sĩ mà ông nhận được từ Đại học Erlangen ngày 25 tháng 10 năm 1811. Ông ngay lập tức tham gia khoa Toán ở đó nhưng rời đi sau ba học kỳ vì triển vọng không hứa hẹn. Ông không thể trang trải cuộc sống bằng tiền lương của một giảng viên. Chính phủ Bavarian đề nghị với ông một công việc giáo viên toán học và vật lý tại một trường chất lượng kém ở Bamberg mà Ohm chấp nhận vào tháng 1 năm 1813. Bất mãn với công việc của mình, Georg bắt đầu viết một cuốn sách giáo khoa tiểu học về hình học như một cách để chứng minh khả năng của mình. Trường học đó đã bị đóng cửa vào tháng 2 năm 1816. Chính quyền bang Bavaria sau đó đã gửi Ohm đến một trường học quá đông ở Bamberg để hỗ trợ việc giảng dạy toán học. Sau khi được giao nhiệm vụ ở Bamberg, Ohm gửi bản thảo hoàn chỉnh của ông tới Vua Wilhelm III của Phổ. Nhà vua đã hài lòng với cuốn sách của Ohm, và đề xuất với Ohm một vị trí tại Jesuit Gymnasium của Cologne vào ngày 11 tháng 9 năm 1817. Trường này nổi tiếng về giáo dục khoa học tốt và Ohm được yêu cầu dạy vật lý ngoài toán học. Phòng thí nghiệm vật lý được trang bị tốt, cho phép Ohm bắt đầu thí nghiệm vật lý. Là con trai của một thợ khóa, Ohm đã có một số kinh nghiệm thực tế với các thiết bị cơ khí.
Ohm xuất bản Die galvanische Kette, mathematisch bearbeitet (Mạch điện Galvanic qua nghiên cứu toán học) vào năm 1827. Đại học của Ohm đã không đánh giá cao công trình này và Ohm từ chức. Sau đó, ông đã nộp đơn và được tuyển dụng bởi Trường Đại học Bách khoa Nuremberg. Ohm đến trường Đại học Bách khoa Nuremberg năm 1833, và năm 1852 ông trở thành giáo sư vật lý thực nghiệm tại Đại học Munich.
Năm 1849, Ohm xuất bản Beiträge zur Molecular-Physik, (bằng tiếng Anh: Molecular Physics). Trong lời nói đầu của tác phẩm này, ông nói rằng mình hy vọng có thể viết quyển thứ hai và thứ ba "và nếu Chúa ban cho tôi chiều dài của ngày cho nó, thứ tư". Tuy nhiên, khi phát hiện ra rằng một phát hiện nguyên bản được ghi lại trong nó đã được dự đoán bởi một nhà khoa học Thụy Điển, ông đã không xuất bản nó, nói: "Sư kiện này đã mang lại một cảm giác mới mẻ và sâu sắc cho tâm trí tôi với câu nói" mưu sự tại nhân, thành sự tại thiên. ' Dự án tạo động lực đầu tiên cho câu hỏi của tôi đã bị tan thành mây khói, và một cái mới, không được thiết kế bởi tôi, đã được thực hiện tại chỗ của nó. "
Ohm qua đời tại Munich năm 1854,  và được chôn cất tại Alter Südfriedhof. Một bộ sưu tập các bức thư gia đình của ông sẽ được biên soạn trong một cuốn sách của Đức, cho thấy ông đã từng ký một số chữ của ông với biểu thức "Gott befohlen, GS Ohm,"  có nghĩa là "Được giao phó cho Chúa".

## Việc khám phá ra định luật Ohm
Đọc thêm: Định luật Ohm
Định luật Ohm xuất hiện lần đầu tiên trong cuốn sách nổi tiếng Die galvanische Kette, mathematisch bearbeitet (tr., The Galvanic Circuit Investigated Mathematically) (1827), trong đó ông đã đưa ra lý thuyết điện hoàn chỉnh của mình. Trong công trình này, ông tuyên bố luật của ông về lực điện động tác giữa hai đầu của mọi phần của mạch là tích của cường độ dòng điện, và điện trở của phần mạch đó.  
Cuốn sách bắt đầu với nền toán học cần thiết để hiểu phần còn lại của tác phẩm. Trong khi tác phẩm của ông đã ảnh hưởng rất lớn đến lý thuyết và ứng dụng của điện hiện tại, nó đã được đón nhận không mấy nồng nhiệt vào thời điểm đó. Điều thú vị là Ohm trình bày lý thuyết của mình theo quan điểm tương tác gần, một lý thuyết phản đối khái niệm tương tác xa. Ohm tin rằng sự giao tiếp của điện xảy ra giữa "các hạt liền kề" là thuật ngữ mà chính anh ta đã sử dụng. Bài báo liên quan đến ý tưởng này, và đặc biệt là minh họa sự khác biệt trong cách tiếp cận khoa học này của Ohm và các phương pháp tiếp cận của Joseph Fourier và Claude-Louis Navier.
Một nghiên cứu về khuôn khổ khái niệm được sử dụng bởi Ohm trong sản xuất luật Ohm đã được trình bày bởi Archibald. Công trình của Ohm đánh dấu sự khởi đầu sớm của chủ đề của lý thuyết mạch, mặc dù điều này đã không trở thành một lĩnh vực quan trọng cho đến cuối thế kỷ này.

## Định luật âm thanh của Ohm
Thông tin thêm: Luật âm thanh của Ohm
Định luật âm của Ohm, đôi khi được gọi là luật âm giai đoạn hay chỉ đơn giản là định luật Ohm, nói rằng âm thanh âm nhạc được nhận biết bởi tai như một tập hợp của một số âm điệu hài hòa thuần khiết. Nó nổi tiếng là không đúng lắm.

## Nghiên cứu và xuất bản
Tác phẩm của ông rất nhiều. Với bài báo đầu tiên của mình vào năm 1825, Ohm nhìn vào sự suy giảm lực điện từ được tạo ra bởi một sợi dây khi chiều dài của dây tăng lên. Năm 1826, ông đưa ra một mô tả về sự dẫn truyền trong các mạch được mô hình hóa trong nghiên cứu về sự dẫn nhiệt của Fourier. Bài viết này tiếp tục khấu trừ kết quả của Ohm từ bằng chứng thực nghiệm và, đặc biệt trong lần thứ hai, ông đã có thể đề xuất các luật đã đi một chặng đường dài để giải thích kết quả của những người khác làm việc về điện mạ. Điều quan trọng nhất là cuốn sách nhỏ của ông được xuất bản ở Berlin năm 1827, với tựa đề Die galvanische Kette mathematisch bearbeitet. Công trình này, mầm bệnh đã xuất hiện trong hai năm trước đó trong các tạp chí của Schweigger và Poggendorff, đã tạo ra một ảnh hưởng quan trọng đối với sự phát triển của lý thuyết và ứng dụng của dòng điện. Tên của Ohm đã được kết hợp trong thuật ngữ khoa học điện trong Luật Ohm (mà ông xuất bản lần đầu tiên trong Die galvanische Kette...), tỷ lệ hiện tại và điện áp trong điện trở, và được chấp nhận là đơn vị SI của điện trở, ohm (biểu tượng Ω).
Mặc dù công việc của Ohm ảnh hưởng mạnh mẽ đến lý thuyết, nhưng lúc đầu nó đã nhận được rất ít sự nhiệt tình. Tuy nhiên, công việc của ông cuối cùng đã được công nhận bởi Hội Hoàng gia Anh với giải thưởng của Huân chương Copley năm 1841.  Ông trở thành một thành viên nước ngoài của Hội Hoàng gia năm 1842, và năm 1845 ông trở thành một thành viên đầy đủ của Học viện Khoa học Bavarian và Nhân văn. Ở một mức độ nào đó, Charles Wheatstone đã thu hút sự chú ý đến các định nghĩa mà Ohm đã giới thiệu trong lĩnh vực vật lý.

### Công trình
- Grundlinien zu einer zweckmäßigen Behandlung der Geometrie als höheren Bildungsmittels vorbereitenden Lehranstalten / entworfen (Hướng dẫn điều trị thích hợp về hình học trong giáo dục đại học tại các viện dự bị / ghi chú)

Erlangen: Palm und Enke, 1817. - XXXII, 224 S., II Faltbl.: đồ thị. Darst. (PDF, 11,2 MB)
- Die galvanische Kette: mathematisch bearbeitet (The Circuit Galvanic Điều tra toán học)

Berlin: Riemann, 1827. - 245 S.: đồ thị. Darst. (PDF, 4,7 MB)
- Elemente der analytischen Geometrie im Raume am schiefwinkligen Coordinatensysteme (Các thành phần của hình học phân tích liên quan đến hệ tọa độ nghiêng)

Nürnberg: Schrag, 1849. - XII, 590 S. - (Ohm, Georg S.: Beiträge zur Phân tử-Physik; 1) (PDF, 81 MB)
- Grundzüge der Physik als Compendium zu seinen Vorlesungen (Nguyên tắc cơ bản của vật lý: Compendium of lectures)

Nürnberg: Schrag, 1854. - X, 563 S.: Biểu đồ. Darst. Erschienen: Abth. 1 (1853) - 2 (1854) (PDF, 38 MB)
- Thư mục và tập tin PDF của tất cả các bài báo và sách của Georg Simon Ohm